# Peperomia liebmannii
Peperomia liebmannii är en pepparväxtart som beskrevs av C. Dc.. Peperomia liebmannii ingår i släktet peperomior, och familjen pepparväxter. Inga underarter finns listade i Catalogue of Life.